# Cité de Subiaco

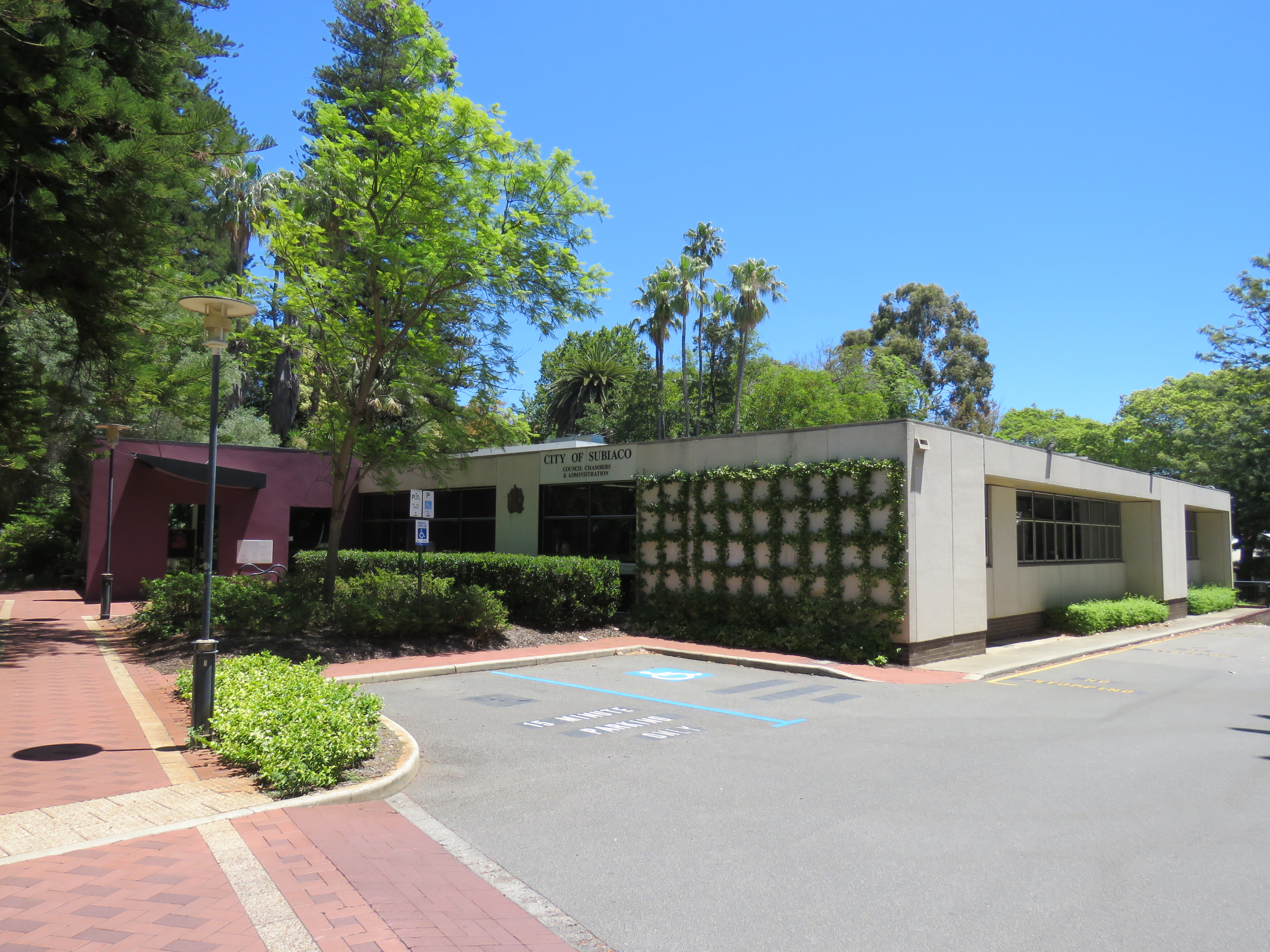
La salle du conseil de la ville de Subiaco, classée au patrimoine, Australie occidentale.

La Cité de Subiaco (en anglais : City of Subiaco) est une zone d'administration locale dans la banlieue de Perth en Australie-Occidentale en Australie à l'ouest du centre-ville. 
La zone est divisée en un certain nombre de localités :  
- Crawley ;
- Daglish ;
- Jolimont ;
- Shenton Park ;
- Subiaco.

La zone a douze conseillers locaux et est découpée en quatre circonscriptions qui élisent chacune trois conseillers :  
- North Ward ;
- South Ward ;
- Central Ward ;
- East Ward.